# 華利實業
華利實業（英語：Huali），是天津一汽夏利汽車旗下的品牌，專注於生產小型車。該品牌的首款車型是名為「大發」的小型客車。從2003年開始，華利獲得了大發車型的授權，包括基於大發 Move 的Happy Messenger和基於大發Terios的華利 Dario（後來也被稱為Zotye Nomad）。自2008年起，所有產品均以中國第一汽車集團品牌銷售。

## 車款

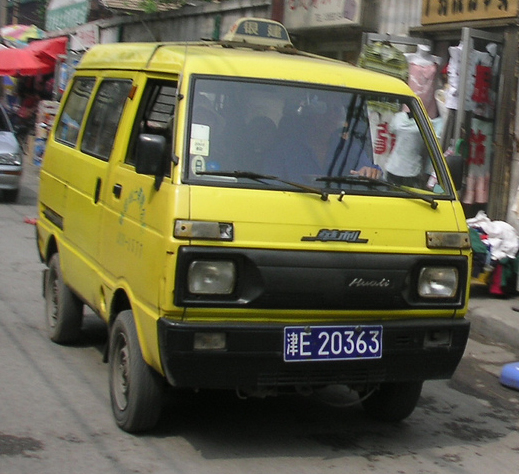
Huali Dafa（英语：Huali Dafa）
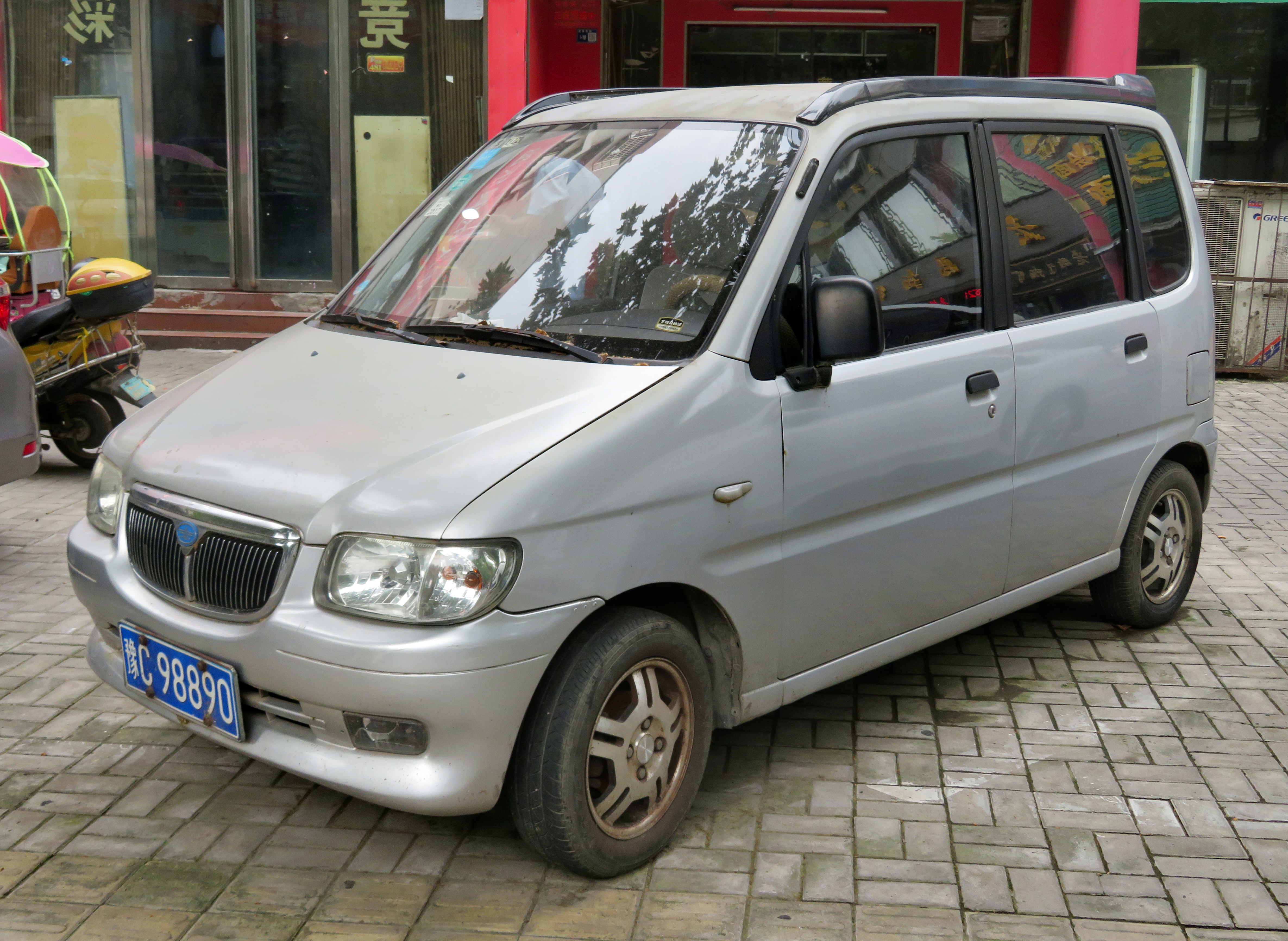
Happy Messenger（英语：Huali Happy Messenger）  - Huali Dufa
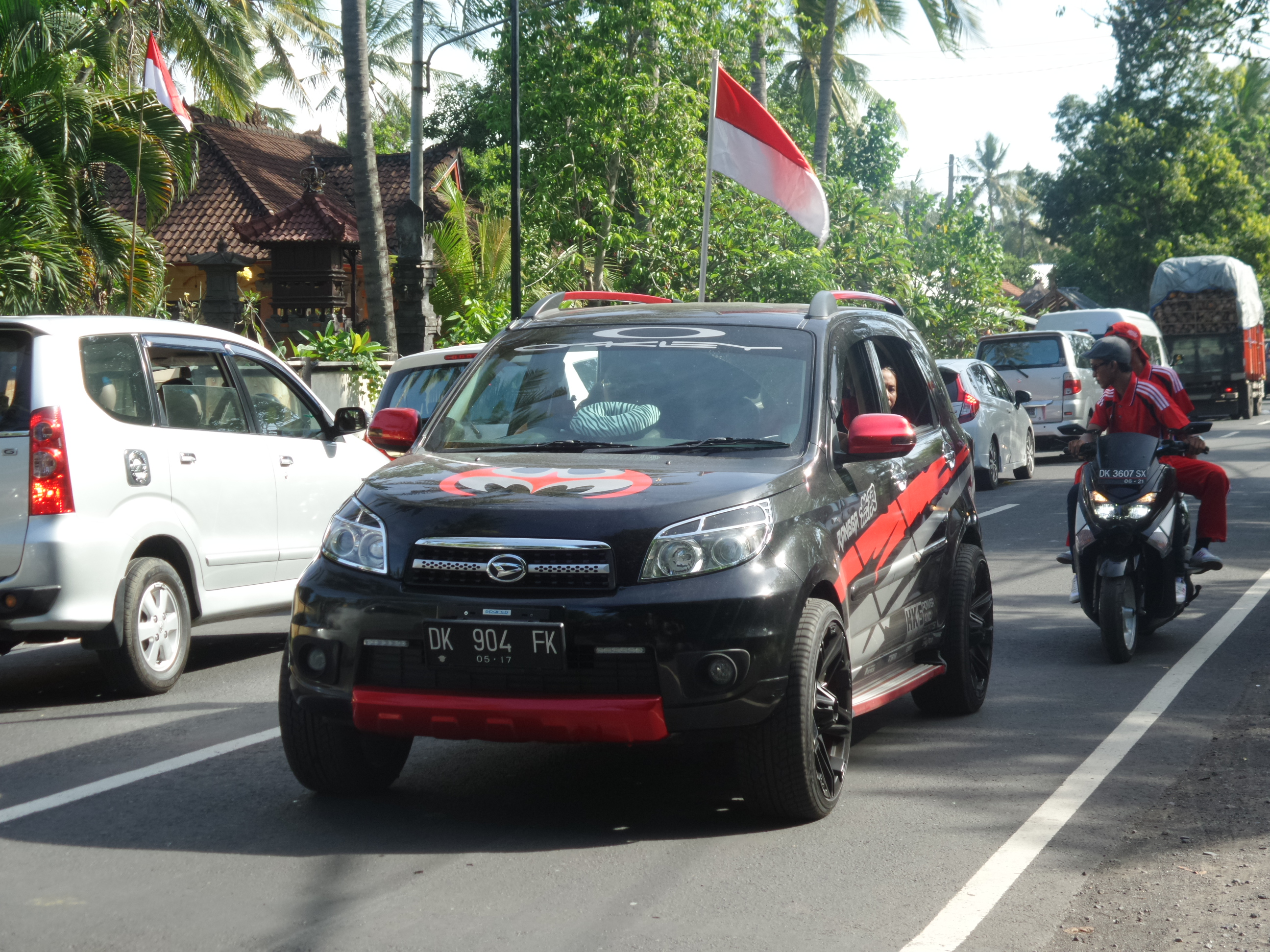
Huali Terios
  - Huali Happy Messenger
  - Huali Terios

## 外部連結
- 官方網站